# 食品保健指導士
食品保健指導士（しょくひんほけんしどうし）は、消費者が「健康食品」について正しく理解し、有効に利用するために相談に応じられる専門家を育成する目的として設けられた資格。財団法人日本健康・栄養食品協会が認定する。
財団法人日本健康・栄養食品協会が行う「食品保健指導士講習会」を受講し、認定試験に合格した者が食品保健指導士として認定される。認定期間は5年間で、更新制となっている。「健康食品」に関する正しい知識、情報を持ち、消費者に正しく有効に使用できるよう情報を提供し、相談に応じる業務を行う。

## 資格取得
- 試験日 - 年2回
- 受講資格 - 以下のいずれかに該当する者
  - 医師、薬剤師、栄養士、看護士、保健士等の資格を有している者
  - 大学を卒業し、食品関連業務に3年以上従事している者
  - 短大・高等学校等を卒業し、食品関連業務に5年以上従事している者
  - 財団法人日本健康・栄養食品協会理事長が受講可能と認めた者